# Mais Demi Moore

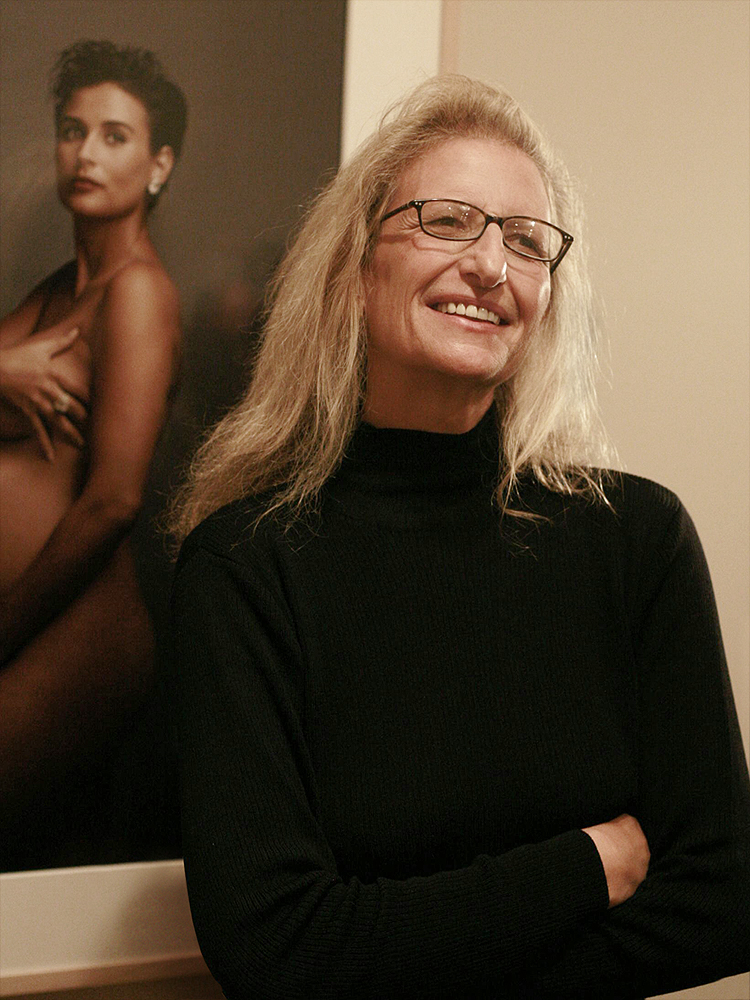
Annie Leibovitz posando em frente da sua foto de Demi Moore durante sua exibição A Photographer's Life, 1990-2005.

Mais Demi Moore ou a capa da Vanity Fair de agosto de 1991 foi uma polêmica foto nua de Demi Moore, grávida de sete meses, tirada por Annie Leibovitz para a capa de agosto de 1991 da Vanity Fair para acompanhar uma história de capa sobre Moore.
A capa teve um impacto duradouro na sociedade. Desde que a capa foi lançada, muitas celebridades posaram para fotos em estágios avançados de gravidez, embora não necessariamente tão nuas quanto Moore. Essa tendência tornou as fotos de gravidez na moda e criou um negócio próspero. A foto é uma das capas de revista mais conceituadas de todos os tempos, e é uma das obras mais conhecidas de Leibovitz.